# Devletşah Hatun
Devletşah Sultan Hatun (turco ottomano: دولت شاه خاتون سلطان, lett. "sovrana del regno"; Kütahya, 1365 ca. – Bursa, 23 gennaio 1414) è stata una principessa anatolica, figlia di Süleyman Şah, sovrano dei Germiyan. Divenne una delle consorti del sultano ottomano Bayezid I.

## Biografia

### Origini
Devletşah Hatun nacque a Kütahya, nel beilicato di Germiyan, intorno al 1365. Era figlia del sovrano Süleyman Şah e di sua moglie, Mutahhare Abide Hatun, figlia di Sultan Walad e nipote di Rumi. Aveva tre fratelli di sangue, İlyas Pasha, Qurd Abdal e Hizir Pasha, mentre un terzo, Yakup, era nato da una consorte secondaria. Aveva anche diverse sorelle e sorellastre.  

### Matrimonio
Nel 1378, per proteggersi dalle incursioni karamanidi, Süleyman offrì al sultano ottomano Murad I sua figlia Devletşah Hatun come sposa per uno dei suoi figli, offrendo in dote buona parte dei territori Germiyan, compresa la capitale Kütahya. Murad accettò e nello stesso anno venne celebrato il matrimonio fra Devletşah e suo figlio Bayezid. Dopo le nozze, Devletşah divenne anche nota come Sultan Hatun. 
Il matrimonio fu incredibilmente ricco, così come i regali: venne scritto che Gazi Evrenos, governatore dei territori ottomani in Europa, portò in dono duecento rotoli di stoffa d'oro, duecento vassoi d'oro e duecento d'argento, tutti pieni di fiorini d'oro. L'arrivo della sposa fu preceduto da Ishak Fakih, esperto di fiqh di Kütahya, con la dote, che includeva una mappa di Germiyan, tessuti di Denizli e casse di suppellettili d'oro e d'argento. Devletşah fu prelevata a Küthaya e scortata a Bursa da un corteo di tremila persone, guidato dal Qadi di Bursa, Koca Efendi, e che includeva la balia di Bayezid, Dada Hatun, il capo della sua guardia personale, Ak Sunkur, e centinaia di nobildonne ottomane. Il chashnigirbashi di Germiyan, Pashadjuk, guidava il cavallo della sposa. Sulla via del ritorno, gli ottomani lasciarono guarnigioni nelle città consegnate da Süleyman come parte della dote della figlia.   
Ai festeggiamenti presero parte i sovrani o gli inviati di tutti i principati anatolici, fra cui: Karaman, Hamidi, Menteşe, Saruhan e Candar. In particolare, l'inviato di Hüseyn Bey, sovrano di Hamidi, si presentò a Murad con un'offerta da parte del suo signore per la vendita del principato, che Murad acquisì formalmente a Kütahya dopo le nozze. Un altro evento importante fu l'accordo fra Murad I e Alaeddin di Karaman, a cui venne data in sposa la figlia di Murad, Nefise Hatun.  
Da Bayezid e Devletşah nacquero due figli, e in seguito, nel 1389, Bayezid succedette a suo padre come Sultano Bayezid I. Bayezid morì poi nel 1403, prigioniero di Tamerlano.   

### Morte
Devletşah morì il 23 gennaio 1414, dopo aver visto i suoi figli uscire sconfitti dalle guerre civili dell'interregno ottomano, vinte da Mehmed I, figlio di Bayezid I e della concubina Devlet Hatun, che divenne il nuovo Sultano.

## Discendenza
Da Bayezid I, Devletşah Hatun ebbe due figli:
- Isa Çelebi (1380 - 1403), governatore dell'Anatolia;
- Musa Çelebi (morto nel 1413), Sultano di Rumelia.